# RAF-groep nr. 11
RAF-groep nr. 11 (Engels: No. 11 Group RAF) was een vliegtuigformatie van de Royal Air Force in de 20e eeuw. De groep was betrokken bij onder andere de Tweede Wereldoorlog.

## Geschiedenis
RAF-groep nr. 11 werd onder de naam No. 11 (Equipment) Group in april 1918 binnen de No. 2 Area opgericht. Op 8 mei 1918 werd de groep overgeheveld naar de South-Western Area. Op 17 mei 1918 werd de groep ontbonden.
Op 22 augustus 1918 werd RAF-groep nr. 11 nieuw leven ingeblazen. Op 6 februari 1920 werd Group Capitain I.M. Bonham-Carter benoemd tot bevelhebber. In mei 1920 werd de groep omgedoopt in No. 11 Wing. Op 1 mei 1936 werd de groep gereorganiseerd en de naam veranderd in No. 11 (Fighter) Group. RAF-groep nr. 11 werd verantwoordelijk voor de luchtverdediging voor het zuiden van Engeland, inclusief Londen. 
Het hoofdkwartier van RAF-groep nr. 11 was gevestigd in RAF Uxbridge. De groep was tijdens de Tweede Wereldoorlog betrokken bij de Slag om Engeland. Na de Slag om Engeland bleef RAF-groep nr. 11 een van de belangrijkste formaties van Fighter Command. In december 1951 bestond de groep uit twee sectoren, de Southern en Metropolitan. Op 31 december 1960 werd RAF-groep nr. 11 ontbonden, maar een dag later nieuw leven ingeblazen toen RAF-groep nr. 13 omgedoopt werd in RAF-groep nr. 11. Op 1 april 1963 werd de naam van de groep veranderd in No. 11 (Northern) Sector. In januari 1986 werd de groep omgedoopt in No. 11 (Air Defence) Group.
RAF-groep nr. 11 bleef tot april 1996 bestaan, toen hij samengesmolten werd met RAF-groep nr. 18 tot RAF-groep nr. 11/18.

## Bevelhebbers
RAF-groep nr. 11 had de volgende bevelhebbers.

### 1936 tot 1963

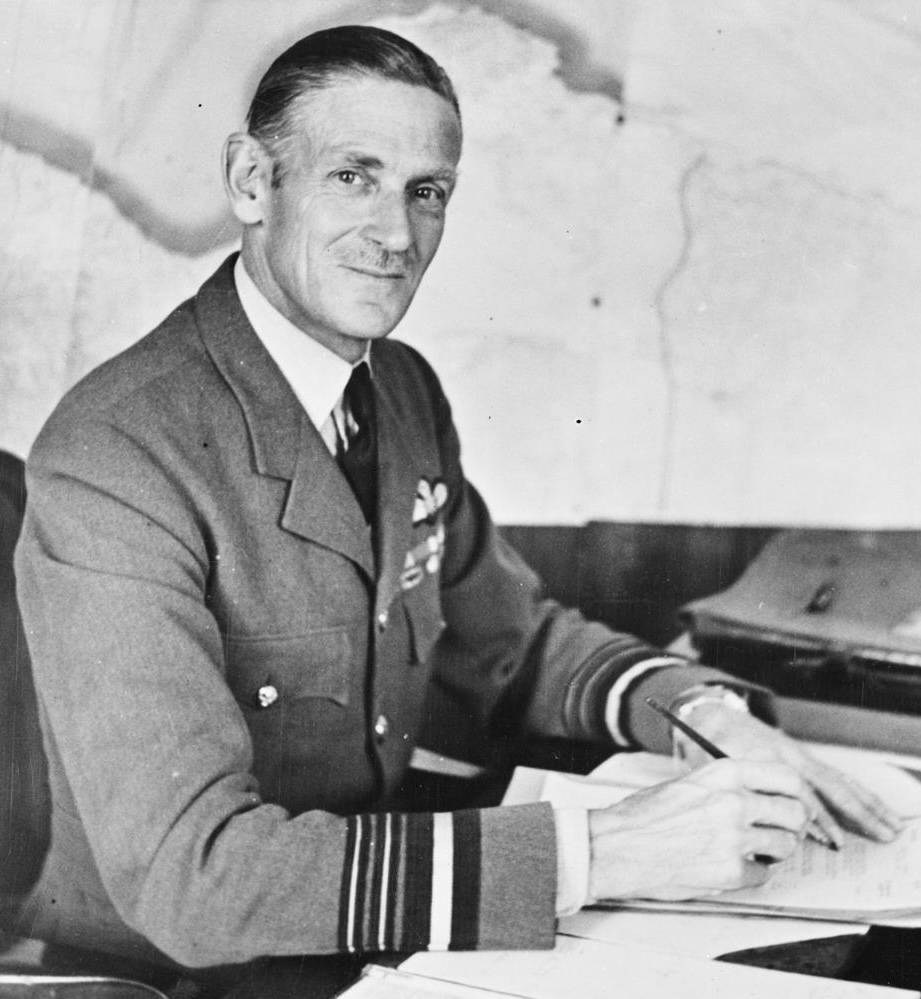
Air Vice-Marshal Keith Park

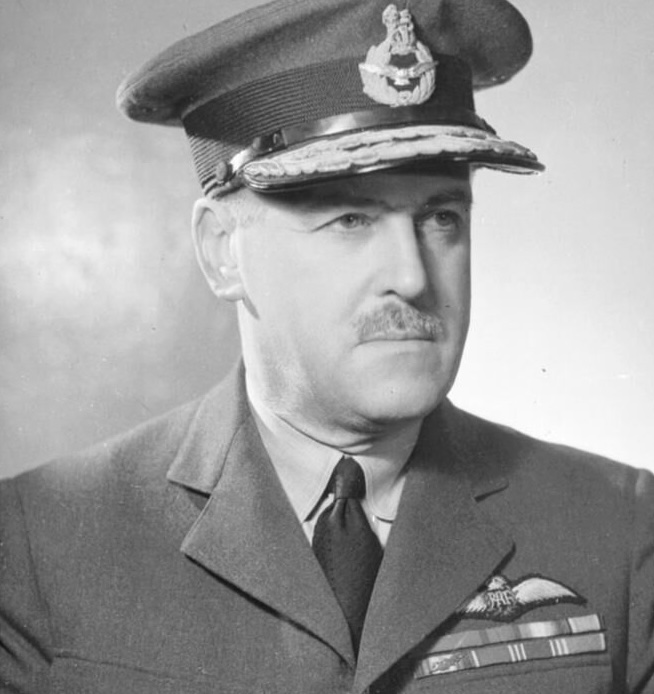
Air Vice-Marshal Trafford Leigh-Mallory

- Air Vice-Marshal P B Joubert de la Ferté (14 juli 1936)
- Air Vice-Marshal Leslie Gossage (7 september 1936)
- Air Vice-Marshal W L Welsh (januari 1940)
- Air Vice-Marshal Keith Park (20 april 1940)
- Air Vice-Marshal Trafford Leigh-Mallory (18 december 1940)
- Air Vice-Marshal H W L Saunders (28 november 1942)
- Air Vice-Marshal J B Cole-Hamilton (1 november 1944)
- Air Vice-Marshal D A Boyle (20 juli 1945)
- Air Vice-Marshal S D Macdonald (24 april 1946)
- Air Vice-Marshal S F Vincent (1 juni 1948)
- Air Vice-Marshal T G Pike (9 januari 1950)
- Air Vice-Marshal  Percy Bernard (5 juli 1951)
- Air Vice-Marshal H L Patch (1 november 1953)
- Air Vice-Marshal V S Bowling (16 januari 1956)
- Air Vice-Marshal A Foord-Kelcey (12 januari 1959)
- Air Vice-Marshal H J Maguire (1 januari 1961)
- Air Vice-Marshal G T B Clayton (13 januari 1962)

### 1963 tot 1996
- Air Vice-Marshal R I Jones (30 april 1968)
- Air Vice-Marshal I G Broom (2 februari 1970)
- Air Vice-Marshal R W G Freer (6 december 1972)
- Air Vice-Marshal W Harbison (15 maart 1975)
- Air Vice-Marshal D P Hall  (17 maart 1977)
- Air Vice-Marshal P A Latham (2 september 1977)
- Air Vice-Marshal P R Harding (7 januari 1981)
- Air Vice-Marshal K W Hayr (11 augustus 1982)
- Air Vice-Marshal M J D Stear (1 augustus 1985)
- Air Vice-Marshal W J Wratten (17 maart 1989)
- Air Vice-Marshal D Allison (16 september 1991)
- Air Vice-Marshal A J C Bagnall (15 juli 1994)